# Montferrier-sur-Lez
Montferrier-sur-Lez település Franciaországban, Hérault megyében. Lakosainak száma 4117 fő (2022. január 1.). Montferrier-sur-Lez Clapiers, Montpellier, Prades-le-Lez és Saint-Clément-de-Rivière községekkel határos.

## Népesség
A település népességének változása:
| Lakosok száma | 1105 | 2015 | 2670 | 3472 | 3489 | 3634 | 3720 | 3960 | 4014 | 4117 |
|               | 1968 | 1982 | 1990 | 2006 | 2013 | 2015 | 2017 | 2019 | 2020 | 2022 |